# Elecciones municipales de Huaraz de 1995
Las elecciones municipales de Huaraz de 1995 se llevaron a cabo el 12 de noviembre de 1995 para elegir al alcalde y al Concejo Provincial de Huaraz para el periodo 1993-1995. La elección se celebró simultáneamente con elecciones municipales en todo el país.

## Sistema electoral
La Municipalidad Provincial de Huaraz es el órgano administrativo y de gobierno de la provincia de Huaraz. Está compuesta por el alcalde y el Concejo Provincial.
La votación del alcalde y el concejo se realiza en base al sufragio universal, que comprende a todos los ciudadanos nacionales mayores de dieciocho años, empadronados y residentes en la provincia de Huaraz y en pleno goce de sus derechos políticos, así como a los ciudadanos no nacionales residentes y empadronados en la provincia de Huaraz.
El Concejo Provincial de Huaraz está compuesto por 19 regidores elegidos por sufragio directo para un período de tres (3) años, en forma conjunta con la elección del alcalde (quien lo preside). La votación es por lista cerrada y bloqueada. Se asigna a la lista ganadora los escaños según el método d'Hondt o la mitad más uno, lo que más le favorezca.

## Composición del Concejo Provincial de Huaraz
La siguiente tabla muestra la composición del Concejo Provincial de Huaraz antes de las elecciones.
| Partidos | Partidos                                                 | Regidores |
| -------- | -------------------------------------------------------- | --------- |
|          | Lista Independiente Frente Cívico Ancashino Nuevo Cambio | 11        |
|          | Partido Popular Cristiano                                | 2         |
|          | Lista Independiente Movimiento Independiente Progresista | 2         |
|          | Acción Popular                                           | 1         |
|          | Izquierda Unida                                          | 1         |
|          | Convergencia Nacional                                    | 1         |
|          | Frente Nacional de Trabajadores y Campesinos             | 1         |

## Partidos y candidatos
A continuación se muestra una lista de los principales partidos y alianzas electorales que participaron en las elecciones:
| Candidatura | Candidatura | Partidos y alianzas                                                   | Candidatos | Candidatos                 | Ideología                                | Resultado previo | Resultado previo | Ref. |
| Candidatura | Candidatura | Partidos y alianzas                                                   | Candidatos | Candidatos                 | Ideología                                | Votos (%)        | Reg.             | Ref. |
| ----------- | ----------- | --------------------------------------------------------------------- | ---------- | -------------------------- | ---------------------------------------- | ---------------- | ---------------- | ---- |
|             | AP          | Lista - Acción Popular (AP)                                           |            | Sin información disponible | Humanismo Nacionalismo cívico Reformismo | 10.55%           | 1                |      |
|             | IND         | Lista - Lista Independiente N° 3 Movimiento Independiente Progresista |            | Sin información disponible | Localismo huaracino                      | Nuevo            | Nuevo            |      |
|             | IND         | Lista - Lista Independiente N° 5 Somos Huaraz                         |            | Sin información disponible | Localismo huaracino                      | Nuevo            | Nuevo            |      |
|             | IND         | Lista - Lista Independiente N° 9 Frente Cívico Ancashino              |            | Sin información disponible | Localismo huaracino                      | Nuevo            | Nuevo            |      |
|             | IND         | Lista - Lista Independiente N° 17 Cambio y Desarrollo 95              |            | Sin información disponible | Localismo huaracino                      | Nuevo            | Nuevo            |      |
|             | IND         | Lista - Lista Independiente N° 25 Cambio Municipal                    |            | Víctor Moreno Quiroz       | Localismo huaracino                      | Nuevo            | Nuevo            |      |

Otros candidatos
| Partidos y alianzas | Partidos y alianzas                                     | Candidatos                 |
| ------------------- | ------------------------------------------------------- | -------------------------- |
|                     | Lista Independiente N° 7 Huaraz 95                      | Sin información disponible |
|                     | Lista Independiente N° 11 Auténtico Gobierno Vecinal    | Sin información disponible |
|                     | Lista Independiente N° 13 Liberal Chavín                | Sin información disponible |
|                     | Lista Independiente N° 15 Honradez, Justicia y Progreso | Sin información disponible |
|                     | Lista Independiente N° 19 Chavín                        | Sin información disponible |
|                     | Lista Independiente N° 21 Reconstrucción y Desarrollo   | Sin información disponible |
|                     | Lista Independiente N° 23 Visión 2000                   | Sin información disponible |

## Resultados

### Sumario general
|                        |                                                               |              |              |              |           |           |
| Partidos y coaliciones | Partidos y coaliciones                                        | Voto popular | Voto popular | Voto popular | Regidores | Regidores |
| Partidos y coaliciones | Partidos y coaliciones                                        | Votos        | %            | ±pp          | Total     | +/−       |
|                        | Lista Independiente N° 25 Cambio Municipal                    | 14,814       | 37.33        | n/a          | 10        | +10       |
|                        | Lista Independiente N° 3 Movimiento Independiente Progresista | 5,707        | 14.38        | n/a          | 4         | +4        |
|                        | Lista Independiente N° 9 Frente Cívico Ancashino              | 4,026        | 10.14        | n/a          | 2         | +2        |
|                        | Lista Independiente N° 5 Somos Huaraz                         | 3,142        | 7.92         | n/a          | 2         | +2        |
|                        | Lista Independiente N° 17 Cambio y Desarrollo 95              | 2,253        | 5.68         | n/a          | 1         | +1        |
|                        | Lista Independiente N° 15 Honradez, Justicia y Progreso       | 1,963        | 4.95         | n/a          | 0         | ±0        |
|                        | Lista Independiente N° 7 Huaraz 95                            | 1,786        | 4.50         | n/a          | 0         | ±0        |
|                        | Acción Popular (AP)                                           | 1,348        | 3.40         | –7.15        | 0         | –1        |
|                        | Lista Independiente N° 21 Reconstrucción y Desarrollo         | 1,269        | 3.20         | n/a          | 0         | ±0        |
|                        | Lista Independiente N° 19 Chavín                              | 1,209        | 3.05         | n/a          | 0         | ±0        |
|                        | Lista Independiente N° 23 Visión 2000                         | 1,022        | 2.58         | n/a          | 0         | ±0        |
|                        | Lista Independiente N° 11 Auténtico Gobierno Vecinal          | 753          | 1.90         | n/a          | 0         | ±0        |
|                        | Lista Independiente N° 13 Liberal Chavín                      | 396          | 1.00         | n/a          | 0         | ±0        |
|                        |                                                               |              |              |              |           |           |
| Total                  | Total                                                         | 39,688       |              |              | 19        | ±0        |
|                        |                                                               |              |              |              |           |           |
| Votos válidos          | Votos válidos                                                 | 39,688       | 77.64        | +19.64       |           |           |
| Votos en blanco        | Votos en blanco                                               | 4,226        | 8.27         | +0.98        |           |           |
| Votos nulos            | Votos nulos                                                   | 7,204        | 14.09        | –20.62       |           |           |
| Votos emitidos         | Votos emitidos                                                | 51,118       | 73.77        | +10.96       |           |           |
| Abstenciones           | Abstenciones                                                  | 18,179       | 26.23        | –10.96       |           |           |
| Votantes registrados   | Votantes registrados                                          | 69,297       |              |              |           |           |
|                        |                                                               |              |              |              |           |           |
| Fuente:                |                                                               |              |              |              |           |           |

## Elecciones municipales distritales

### Resultados por distrito
La siguiente tabla enumera el control de los distritos de la provincia de Huaraz. El cambio de mando de una organización política se resalta del color de ese partido.
| Distrito      | Alcalde(sa) titular      | Partido político | Partido político          | Alcalde(sa) electo(a)    | Partido político | Partido político          |
| ------------- | ------------------------ | ---------------- | ------------------------- | ------------------------ | ---------------- | ------------------------- |
| Cochabamba    | Julia Jáuregui Berrospi  |                  | Cochabamba                | Marcial Loli Jiménez     |                  | Lista Independiente N° 15 |
| Colcabamba    | Tito Reynalte Cermeño    |                  | Partido Popular Cristiano | Edmundo Orellana Ramírez |                  | Lista Independiente N° 3  |
| Huanchay      | Atico Mendoza León       |                  | Villa Huanchay            | Segundo Caro Carrión     |                  | Lista Independiente N° 29 |
| Independencia | Víctor Moreno Quiroz     |                  | Frente Cívico Ancashino   | Vidal Mosquera Vásquez   |                  | Lista Independiente N° 25 |
| Jangas        | Víctor Aguilar Yanac     |                  | Patrón San Isidro         | Diógenes Alva Montes     |                  | Lista Independiente N° 37 |
| La Libertad   | Octavio Aguedo Vásquez   |                  | Izquierda Unida           | Octavio Aguedo Vásquez   |                  | Lista Independiente N° 25 |
| Olleros       | Manuel Maguiña Trejo     |                  | Frente Cívico Ancashino   | Paulino Espinoza Rojas   |                  | Lista Independiente N° 25 |
| Pampas        | Máximo Alegre Henostroza |                  | Partido Popular Cristiano | Serapio Moreno Salvador  |                  | Lista Independiente N° 19 |
| Pariacoto     | Marcelino Ramírez Carlos |                  | Lista Independiente N° 37 | Máximo Inga Giraldo      |                  | Lista Independiente N° 3  |
| Pira          | Fidel La Rosa Sánchez    |                  | Partido Popular Cristiano | Marco Guerrero Cuisano   |                  | Lista Independiente N° 21 |
| Tarica        | Teófilo Romero Obregón   |                  | Frente Cívico Ancashino   | Pelé Tinoco Meyhuay      |                  | Lista Independiente N° 25 |